# 千葉県道197号布佐停車場線
千葉県道197号布佐停車場線（ちばけんどう197ごう ふさていしゃじょうせん）は、千葉県我孫子市布佐の成田線布佐駅と国道356号交点を結ぶ一般県道。

## 路線データ
- 起点：我孫子市布佐（成田線布佐駅）
- 終点：我孫子市布佐（国道356号交点）
- 総延長：0.547 km（柏土木事務所管内：0.547 km）
- 重用延長：0.012 km（柏土木事務所管内：0.012 km[1]）
- 実延長：0.535 km（柏土木事務所管内：0.535 km[1]）

## 交差・接続する道路
- 千葉県道4号千葉竜ヶ崎線（布佐駅前交差点）
- 国道356号（終点）